# Любинська сільська рада
Любинська сільська рада — колишній орган місцевого самоврядування у Яворівському районі Львівської області. Адміністративний центр — село Любині.

## Історія
Сільська рада утворена в 1973 році як Сарнівська сільська рада.
Львівська обласна рада рішенням від 21 грудня 2004 року у Яворівському районі перенесла центр Сарнівської сільради з села Сарни в село Любині і перейменувала Сарнівську сільраду на Любинську.

## Населені пункти
Сільській раді підпорядковані населені пункти:
- с. Любині
- с. Воля Любинська
- с. Мельники
- с. Роснівка
- с. Сарни

## Склад ради
Рада складалася з 16 депутатів та голови.